# SS-N-22 (ミサイル)

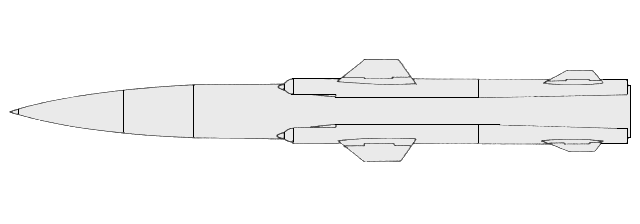
SS-N-22(3M80/Kh-41)

SS-N-22はソ連海軍・ロシア海軍の対艦ミサイルに付けられた米国防総省報告番号である。NATOコードネームでは「Sunburn」（日焼けの意)と呼ばれた。

## 概要
NATOコードネーム「SS-N-22」とされたミサイルは2種類あるとされ、一つはチェロメイ設計局が開発した「P-80　“ズーブル”」であり、もう一つはラドゥガ設計局が開発した「P-270　“モスキート”」である、とされている。
本来まったく別の存在である2つのミサイルをひとつの分類に納めてしまっている
このような混乱は、それら2つのミサイルの水上艦用発射筒が同一のもので、しかもそれらがひとつの艦級の派生型に積み分けられていたことによるとされている。

こうした混乱は、NATOコードネームの由来、つまり兵器について名称をはじめ情報をソ連が公開しようとしなかったために、便宜上の識別を与えるために付けられたという経緯による。同種の例が他にもあるが、冷戦後の情報公開によっておおむね解決された。

### P-80
P-80「Zubr（ズーブル）」は固体ロケット推進で250kgの弾頭をもち、956号計画型駆逐艦（ソヴレメンヌイ級駆逐艦）および1241型大型ミサイル艇（タランタル級コルベット）に搭載された。また、このミサイルの潜水艦発射型と考えられたものは、後に“P-800「Oniks（オーニクス）」”と呼ばれる別種のミサイルであることが判明した。

### P-270
P-270「Moskit（モスキート）」は固体ロケットで発射し、ラムジェット・エンジンで巡航する固体ロケット・ラムジェット統合推進と呼ばれる方式を採用し、300kgの弾頭を備える。956A号型駆逐艦（ソヴレメンヌイ級駆逐艦後期型）および1241.1M型大型ミサイル艇（タランタル級改2型コルベット）のほか、いくつかの小型艦艇にも搭載され、「SS-N-22（この場合は、P-80を指す）射程延伸型」と呼ばれていたこともある。中国海軍がソヴレメンヌイ級とともに入手したとみられる「SS-N-22」はこのP-270の輸出型である。また、航空機発射型は「Kh-41」として知られている。最高速度はマッハ 3で,世界で最も甚大な被害を与える対艦ミサイルであると考えられる。 高速での飛行時間はわずか25秒から30秒で攻撃目標に与えられた反撃の時間はわずかである。モスキートは320 kgの弾頭を備える。Su-33から発射される派生機種はASM-MMSと呼ばれる。

## P-80について
こうして「SS-N-22」というミサイルについては“西側では同じ名称で呼ばれている2種類のものが存在する”という結論となったが、ソビエト崩壊後に進んだ情報公開でソビエト軍の軍事機密情報が広く閲覧されるようになると、資料情報の中に「P-80“Zubr”（キリル文字表記では「П-80 Зубр」）」なるミサイルは記載されておらず、P-270について
- 3M80：初期型、射程90km。1980年より配備。
- 3M80E：中期型、射程を120kmに延長した改良型。1984年より配備。
- 3M82：3M80の改良型。射程250km。1990年より配備。
  - P-270：3M82の水上艦搭載型。
  - Kh-41：3M82の航空機搭載型。尚、3M82は3M80Eを改良し航空機搭載型としたKh-41を他の方式からも運用できるよう発展させたものである

と記載されていることから、当初の「P-80とP-270という別種のミサイルが存在する」という分析は、情報の誤認で「3M80」の80 を他のミサイルに倣って「P-80」としてしまったためであったのでは、との考察もある。
P-80についてはP-270の開発時名称であった、という説や「P-80という対艦ミサイルは開発はされていたが、何らかの理由で中止されP-270に一本化された」という考察もあり、P-80についての確定的な公式資料は未だ発見されてはいないこともあり、確たる結論は出ていない。

## 運用国
イラン
 中華人民共和国
 ロシア
 ベトナム
 インドネシア